# 音樂節

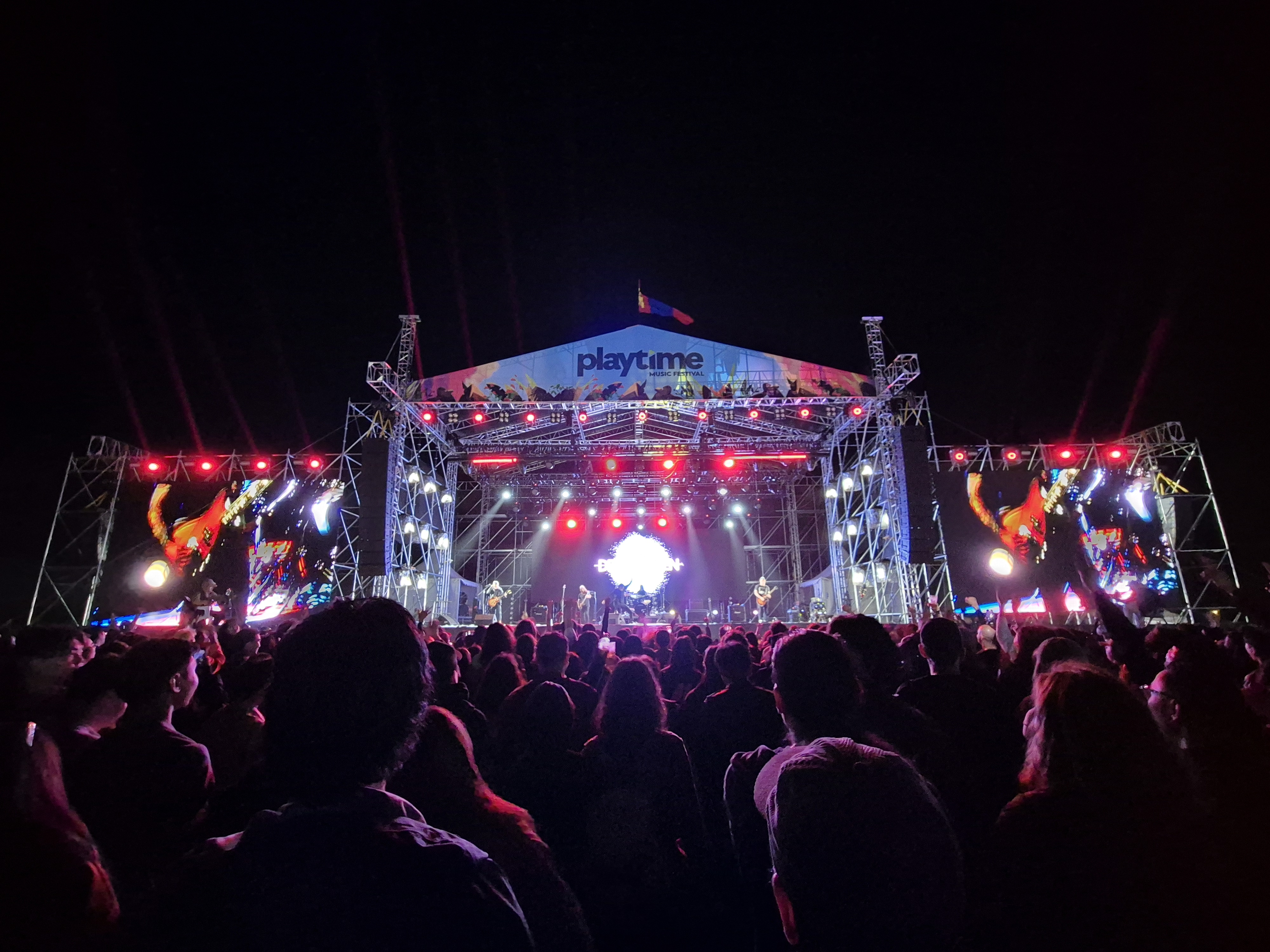
音樂節

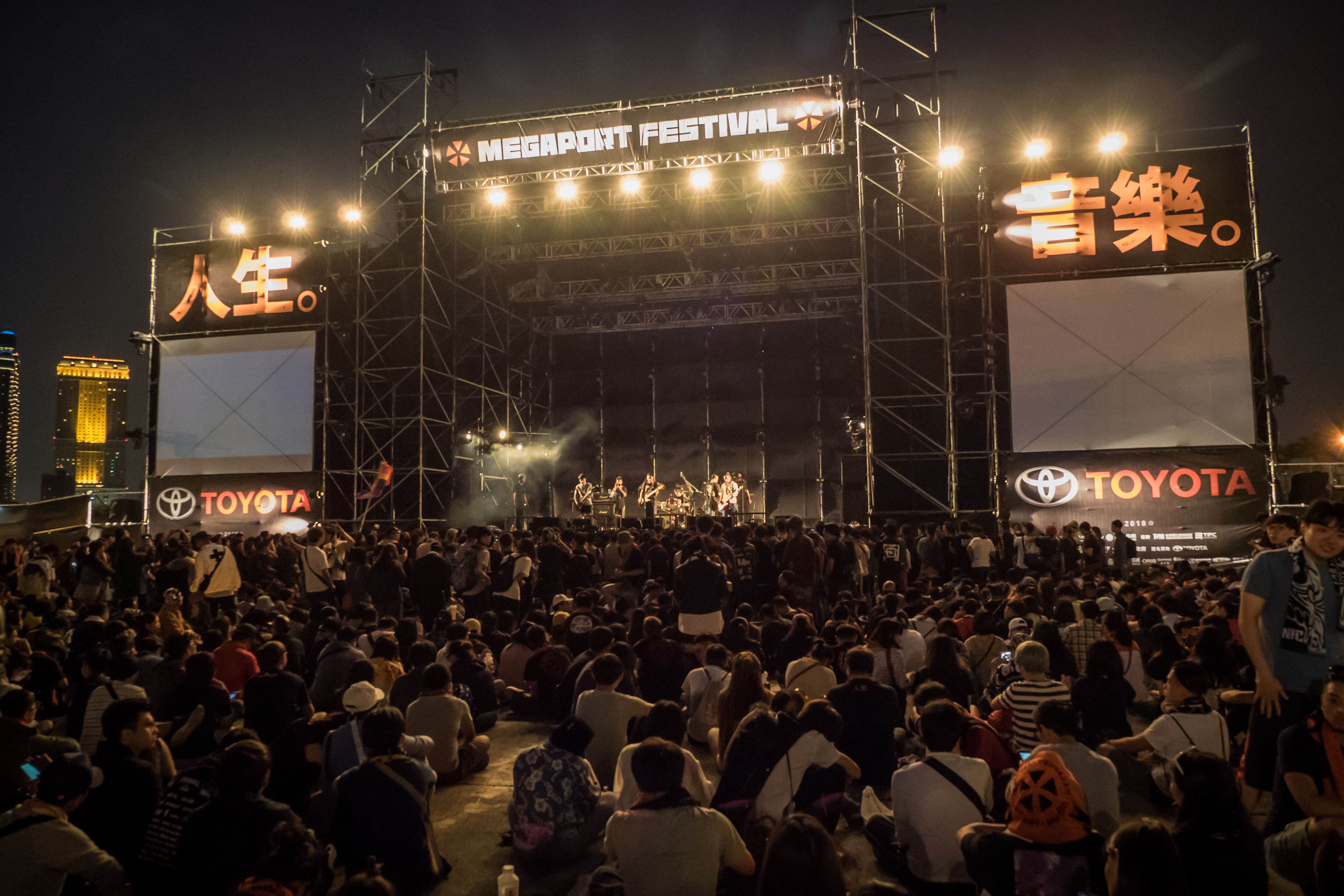
台灣的主要音樂節：大港開唱

音樂節，又稱音樂祭，是一種以音樂為主题的節慶，通常在戶外舉行，有時會有特定的主題，例如特定的音樂流派（包括搖滾音樂節、电子音乐节）。不同于群星音乐会，音乐节主体通常是企业而非表演者、场地通常是公园、度假区而非体育馆、体育场、LiveHouse。

## 历史
古希臘人在德爾斐向太陽神阿波羅舉行的慶典中就包含有音樂節目，是音樂出現在節日中最早的記錄。到了中世紀時歐洲更時常舉行音樂性的比賽。而現代的音樂節則常是特定品牌的每年特定时间举行（比如迷笛音乐节）。